# ガキ警察
『ガキ警察』（ガキけいさつ）は、作：藤井良樹、画:旭凛太郎による日本の漫画作品。『週刊少年チャンピオン』（秋田書店）にて連載されていた。

## 概要
題名の通り、「ガキ（少年少女）」による犯罪を取り締まる警察の物語である。現実に起こった事件が多く扱われているのが特徴であり、連載当時の世相を風刺するネタや時事ネタも多い。主人公たちが事件現場に潜入捜査して敵を倒すというパターンが多い。
原作者の藤井は本作の連載開始の数年前、取材の必要性から実在するトラブルバスター（事件屋）の舎弟になっていた時期があり、そのボスに言われた最初の言葉が「ニヤけた顔だけはするなよ！！」だったとのこと。

## あらすじ
過激化し陰湿化する少年犯罪をビジネスチャンスととらえた帝威桜警備保障（ていおうけいびほしょう）は、少年少女問題対策事業部、通称「ガキ警察」を創設する。冷徹な野心家・木佐の下に、元刑事の五庵、元アマレス五輪候補の鈴夏、元不良少年の雷が集められ、少年問題を追う。

## 主な登場人物

### レギュラー
橘 雷（たちばな らい）
帝威桜警備保障スペシャルスタッフ。
二つ名
- "世界にひとつだけの花を散らすガキ"
- "路地裏のファンタジー問題児"
- "千代田区の風雲ティーン(A)児"

沢松 鈴夏（さわまつ すずか）
帝威桜警備保障スペシャルスタッフ。元アマレス五輪候補。
二つ名
- "スープレックスはおヘソで投げる"
- "曲がったことは大嫌い 曲がった胡瓜はちょっと好き"
- "闘うお姉さん・腹筋6分割"

木佐 JAGUAR 瑠璃子（きさ ジャガー るりこ）
帝威桜警備保障 少年少女問題対策事業部 部長。
二つ名
- "日本警備界の女豹"
- "男勝りのクールなマ首領ナ"
- "女豹と呼ばれても肉ジャガは作れない"

五庵 康平（ごったん こうへい）
帝威桜警備保障少年少女問題対策事業部主任。
二つ名
- "はぐれすぎ刑事免職派"
- "刑事あがりの喰えないどん兵衛"
- "元警視庁の一匹オオカミ中年"

### 破廉恥盗撮学園内乱編
下華原 朋造（しもかはら ともぞう）
麗蘭学園 校長。
- "教育は愛と理念と…金や金や"
- "事なかれバーコード"

尾宝島 明（おたからじま あきら）
麗蘭学園 特進クラス男子部 級長。後に雷の相棒格のキャラになる。最終話では、帝威桜警備保障で働く姿が描かれた。
- "大人はわかって紅の豚"
- "オタクンサー AKIRAX"
- "オタクンサーは栗の香り"
- "DO THE 童貞! おいらオタクンサー"
- "最強の童貞戦士 K-1 AKIRAX"
- "ひとり男プリキュアオタクンサー MAX HEART"

永田 筋骨（ながた きんこつ）
麗蘭学園 体育主任
- "萌える上腕二頭筋"

鷺沢 綾奈（さぎさわ あやな）
麗蘭学園 生徒会長兼テニス部キャプテン
- "美少女はうどんが嫌い"
- "簡単に 笑顔は見せない 17歳"

橋下 透清（はしもと すけきよ）
- 麗蘭学園 英語教師
- "学園の微笑みヨン太郎"

### 芸能界ボディガード奮闘編
mc 魅友太（ミュータ）
mc シュリ
BAD BOY meets CUTE GIRL
ノールールハイスクール
子犬 政夫（こいぬ まさお）
ノールールハイスクール マネージャー
"生涯ポチキャラ"
瓜生 威佐夫（うりゅう いさお）
ドラッグ・ギャング・プレジデント
GASS・GASS・GASS
"渋谷の裏マツモトキヨシ"
藪韮巳 正次（やぶにらみ しょうじ）
広域指定暴力団 蛇舞会（じゃまいかい）
"新宿ジャッカル蛇殺し"

### 自殺サイトのカリス魔編
沢木 美海（さわき みうみ）
沢木姉妹 次女
"リアル中学生日記@微乳系"
沢木 美月（さわき みづき）
沢木姉妹 長女
"純潔なる流血処女"
葛西 沙智（かさい さち）
"さまよえる青い性"
aura（オウラ）
『絶望という名の箱船』 死祭者
二つ名
- "神なき時代の魔性の神童"

春山 留美（はるやま るみ）
"生に絶望した15歳"
枡野 拓郎（ますの たくろう）
"明日を生きたくない16歳"
清川 翼（きよかわ つばさ）
"死に急ぎすぎる14歳"

### TOKYO ホームレス少女編
乱坊ズ（らんぼうず）
"戦争を知らない腐った子供たち サバイバル・ゲーマー・ギャング"
ガンじい
"人生無抵抗主義"
阿南 優希（あなん ゆうき）
家なきッ娘「刹那組」リーダー
"母をだまして三千里"
るるみん
家なきッ娘「刹那組」メンバー
"プチ家出ムチムチ娘"
摩妃流（まきる）
家なきッ娘「刹那組」メンバー
"木刀一本さらし胸"
阿南 是政（あなん これまさ）
自威由民殊党 攻征反動大臣
"ニートは全員島流し!!"

### 闇のレイプサークル編
萩原 玲牡（はぎわら れお）
芭嵯路（ばさろ）大学2年生
"憂鬱なる鬱屈BOY"
冴未 火伽流子・華緒流子（さえみ ひかるこ・かおるこ）
芭嵯路（ばさろ）大学イベサー連盟 総統＆秘書
"光る姉！ 香る妹！　燃えよゴージャス!!"
亜砂利 健四郎（あじゃり けんしろう）
金融研究会『スーパージェニー』会長　後にレギュラーキャラ化。
"ジェニジェニ R&R(ロックンロール)！ 利子払ってるかい…!?"
"ナニワの錬金術師"

### 全寮制高校不法占拠事件編
北野 邦衛（きたの くにえ）
北乃風学園 校長
"キタキツネに餌やっちゃいかん"
東野 蛍子（ひがしの ほたるこ）
北乃風学園 理事長
"エキノコックス・ウーマン"
小俣 秘楼美（おまた ひろみ）
北乃風学園 1年A組
"北の最終不思議ちゃん"
"ピロ MIX"
宋 誠次（そう せいじ）
蛇暗暴腐乱苦（ジャンボフランク） 総長
"だけどアソコはウインナー"
韻 輪太（いん りんた）
D棟2階 総司令官
"妄想テロリスト M字開脚二等兵"
大黒 毘四凄（おおぐろ びよんせ）
フェロ悶 KEYS 女プレジデント
"アタイの腰は500回転!!"
倉栗鼠 奈々子（くらりす ななこ）
D棟 学生寮長
"姫様、可愛くご乱心!!"

### 格闘美少女裏バトル編
段田団 ダン（だんだだん ダン）
賭けバトル「NON-PRIDE」主催者
"裏街のビンス=マクマホン"
ピンドンの流希夜
新宿ケンカ屋 最強ホスト
奄美矢 キララ（あまみや キララ）
"闘う美少女！ 負けないぞえ!!"
西 幹久（にし みきひさ）
自称ケンカ10.5段
渋谷愚連隊 センター街の黒いボス猫
デスピーチ桃山（デスピーチももやま）
芭嵯路（ばさろ）大学プロレス研究会
"ピチピ～チタイツは桃のもっこり"
デスピーチ桃山（偽）
芭嵯路（ばさろ）大学プロレス研究会
二つ名
- "プロレス研究会の狂った果実"
- "失われた10年に一度の桃の豊作"

### 電車ックス純愛波乱編
轟 車太郎（とどろき しゃたろう）
"純愛特急電車ックス"
緑川 魅叉妃（みどりかわ みさき）
"車内に咲く一輪のビジンダー"
鷺沢 綾奈（さぎさわ あやな）
麗蘭学園 生徒会長兼テニス部キャプテン
"美少女はうどんと弱気が嫌い"

### 宗教団体霊能対決編
輝夜忌 魯銀（かがやき ろぎん）
輝夜忌心霊教 教祖
"信じる者はヤツに喰われる"
深田 聖（ふかだ ひじり）
輝夜忌心霊教 輝き組天使
"サイキック・ロリータは14歳"

### コスプレ王子メイド監禁事件編
地呂留 ミュウ子（ちろる ミュウこ）
"フリルとレースの二冠王"
"ミュウミュウ"
小刃椰 王児（こばやし おうじ）
"手錠の王子様"
"鋼の監禁術師"
小刃椰 王太郎（こばやし おうたろう）
自威由民殊党
"庶民に辛く、息子に甘く、金にはセコく"

### 武装少年バスジャック編
宗田 純（むねた じゅん）
多磨山中学3年生
"ひきこもりワイルド・ジャック"

### 集団痴漢迎撃編
藤田 美希（ふじたみき）
"可愛い顔して異名は美鬼帝威（ミキテイ）"
元家なきッ娘刹那組
"まだまだ絶賛反抗期!!"
轟 車太郎＆緑川 魅叉妃（とどろき しゃたろう＆みどりかわ みさき）
"純愛鈍行超特急"
鷺沢 綾奈（さぎさわ あやな）
麗蘭学園 生徒会長兼テニス部キャプテン
"美少女はギョーザも嫌い"

### ストーカー撃退編
真田 麻亜沙（さなだ まあさ）
女子フィギュアスケート オリンピック候補選手
"萌える炎の4回転ガール"
宗像 光千（むなかた こうち）
専属コーチ
"氷も寒がるクールガイ"
朝省 竜夫（あさしょう たつお）
"大草原の大きなストーカー?"

## この漫画で使われた主な時事ネタ
- ヨン様
第1話で登場した英語教師、橋下透清のルックスがヨン様似。二つ名は「学園の微笑みヨン太郎」。
- 世界にひとつだけの花
主人公・橘雷の初登場時の二つ名が「世界にひとつだけの花を散らすガキ」。
- 電車男
第1話で雷がオタクンサーに言ったセリフ「カーッ憎いねこの色男! 色男! 電車男!」「あの女、エルメスどころかワルメスだぜ!」という台詞もあった。
- ネット集団自殺
- テーザー銃
- 北海道・東京連続少女監禁事件

## 単行本
少年チャンピオン・コミックスより刊行。全6巻。
1. 2005年7月8日発売 ISBN 4-253-21001-5
2. 2005年9月8日発売 ISBN 4-253-21002-3
3. 2005年11月8日発売 ISBN 4-253-21003-1
4. 2006年1月10日発売 ISBN 4-253-21004-X
5. 2006年4月7日発売 ISBN 4-253-21005-8
6. 2006年5月8日発売 ISBN 4-253-21006-6